# وینده
وینده (به هلندی: Winde) یک منطقهٔ مسکونی در هلند است که در تینارلو واقع شده‌است. وینده ۰٫۵ کیلومتر مربع مساحت و ۹۰ نفر جمعیت دارد.